# Barnevernet
Barnevernet (nor. urząd dziecka) – urząd ochrony praw dziecka w Norwegii kontrolujący proces wychowawczy dzieci i zapewniający dzieciom warunki wynikające bezpośrednio z prawa norweskiego. Działa w porozumieniu z radami gmin, które mają obowiązek zapobiegania zaniedbań w wychowaniu dzieci; w każdej gminie istnieje komórka Barnevernet. Urząd zatrudnia ponad 6 500 osób w skali kraju i działa na mocy ustawy. Jest ciałem doradczym, a ostateczne decyzje w sprawie decyzji obywatelskich podejmują władze sądowo-administracyjne. Działalność urzędu wywołuje liczne kontrowersje i niezrozumienie, nie tylko wśród środowisk imigracyjnych, ale również w społeczności norweskiej.

## Historia i podstawa prawna
Historia Barnevernet rozpoczęła się w Norwegii w roku 1874, kiedy zapoczątkowano ruch przytułków dla dzieci biednych. Zmiana sposobu działania nastąpiła w roku 1947, a w roku 1955 parlament Norwegii zatwierdził pierwszą ustawę o ochronie praw dziecka. W roku 1982 weszła w życie ustawa o rzeczniku praw dziecka (nor. barneombudet). Obecnie urząd Barnevernet działa w oparciu o ustawę z 17 lipca 1992 o ochronie praw dziecka (nor. arnevfernloven); postępowanie urzędu reguluje również ustawa o postępowaniu administracyjnym i administracji publicznej.
Ustawa o Barnevernet składa się z 10 rozdziałów i reguluje: cel i zakres działania, podział obowiązków i administrację, cele ochrony dziecka, środki specjalne, które może zastosować Barnevernet, instytucje działające w obrębie ustawy, zakres działania ośrodków dla niepełnoletnich, zasady działania i procedury sądowe, zasady finansowania i przepisy przejściowe.

## Ustawowe prawa dziecka w Norwegii
Rolę dziecka precyzuje rozdział 3 ustawy o Barnevernet. Dziecko, które ma możliwość wyrażania swoich własnych poglądów ma prawo do brania udziału we wszystkich decyzjach, które go dotyczą. Dziecko musi otrzymywać odpowiednie dla swojej percepcji informacje i ma prawo do swobodnego wyrażania swoich myśli i opinii. Dziecko ma obowiązek być wysłuchane, a jego poglądy wyrażane zgodnie z wiekiem i dojrzałością dziecka. Dziecko, które znajduje się pod opieką instytucji opiekuńczej i wychowawczej, ma prawo do kontaktów z osobami, do których ma zaufanie.

## Zadania Barnevernet

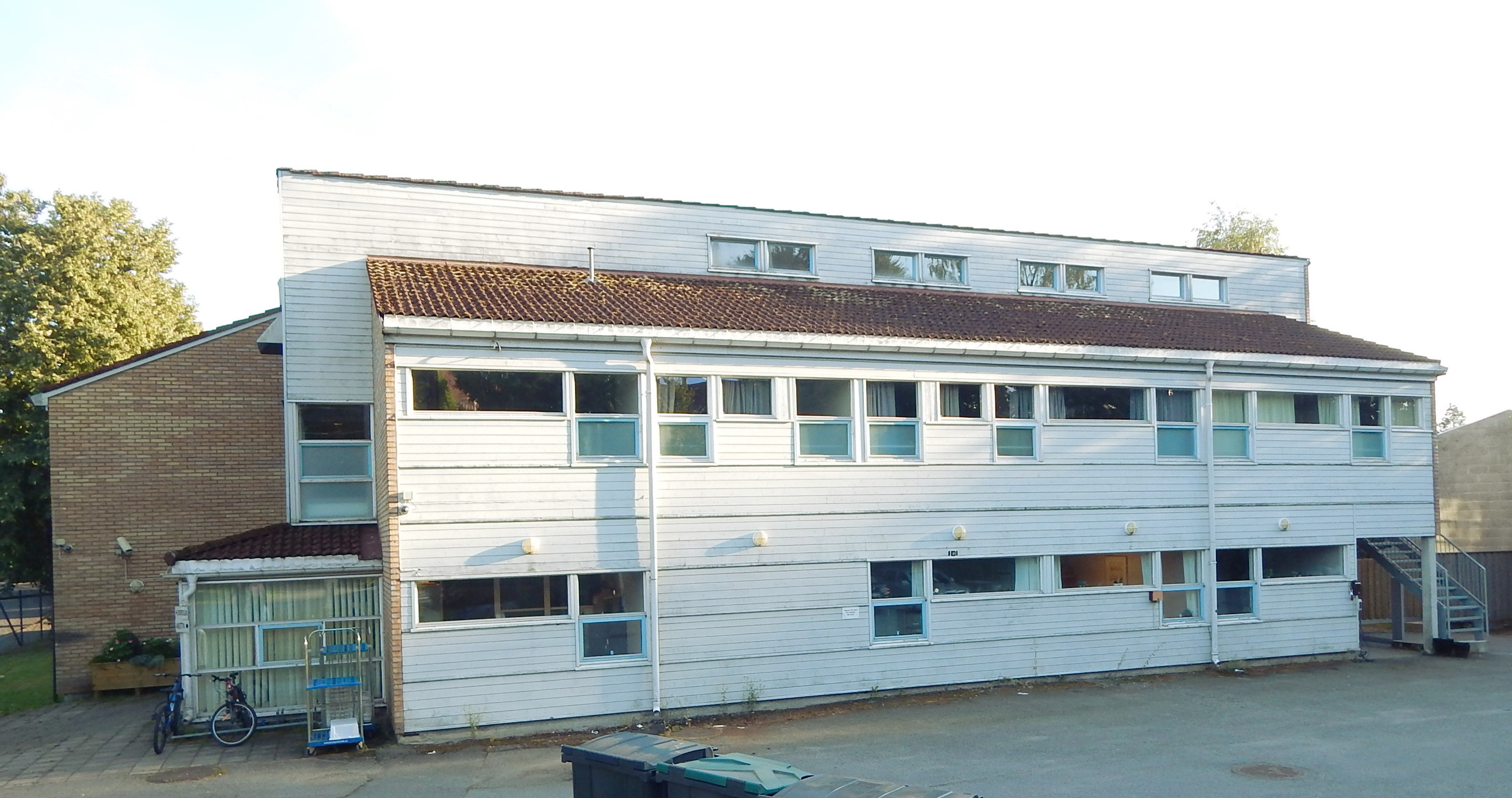
Pogotowie opiekuńcze pod nadzorem Barnevernet w Oslo

Ustawowo odpowiedzialnym za wychowanie dziecka w Norwegii są rodzice. Jednak prawo norweskie wymusza kontrolę nad sposobem sprawowania opieki rodzicielskiej. Czyni to przez instytucję Barnevernet, której personel ma określone ustawą kompetencje i zakres działania, może na przykład podejmować niektóre środki zaradcze. Urząd Barnevernet zatrudnia ponad 6 500 osób w skali kraju choć działa lokalnie; w każdej gminie istnieje komórka Barnevernet. Głównym zadaniem Barnevernet jest zapobieganie zaniedbań wychowawczych oraz pomoc rodzinie w momencie, gdy nie jest zdolna wypełniać swoich funkcji lub wypełnia je nieodpowiednio. Obowiązkiem urzędu jest zapewnienie dzieciom odpowiednich warunków rozwojowych. Ingerencja w proces wychowawczy w przypadku niedostatecznej opieki rodzicielskiej, zaniedbań lub w przypadku problemów z zachowaniem dziecka jest obowiązkowa i wynika bezpośrednio z prawa norweskiego. Urząd również przeciwdziała fizycznym i psychicznym cierpieniom dzieci. Interweniuje również, gdy w grę wchodzi nadużywanie środków odurzających przez rodziców, skłonności do przemocy w rodzinie, konfliktów z prawem, a także wtedy, kiedy rodzina, w której wychowuje się dziecko, jest dysfunkcyjna.

## Działania Barnevernet
Postępowanie prowadzone przez Barnevernet jest poufne i musi przebiegać niezależnie od zdania rodziców. Barnevernet często działa po otrzymaniu zawiadomienia od instytucji prawnie odpowiedzialnych za opiekę nad dzieckiem: szkoły, ośrodka zdrowia, innego urzędu, a także na podstawie zawiadomień od osób prywatnych, na przykład sąsiadów lub rodziców innych dzieci, z którymi kontaktuje się dziecko. Informowanie urzędu w przypadku zauważenia nieprawidłowości nie jest w Norwegii traktowane jako donosicielstwo, raczej jako wyraz niepokoju, a także zaufania obywatela do instytucji państwa. Osobom informującym zapewniana jest anonimowość. Prawo nakazuje, że od zgłoszenia do podjęcia działań mogą minąć najwyżej 2 tygodnie. Po otrzymaniu zgłoszenia Barnevernet przeprowadza kontrolę rodziny i zarządza odpowiednie środki zaradcze, głównie rozmowy z rodzicami, pomoc wychowawcza, pomoc materialna dziecku, przyznanie np. miejsca w świetlicy szkolnej, a także ustanowienie opiekuna społecznego. Odebranie dziecka dotychczasowej rodzinie i umieszczenia go w rodzinie zastępczej jest środkiem ostatecznym. W teorii orzeka się go głównie, jeśli urząd stwierdzi, że w rodzinie doszło do zachowań patologicznych, w tym naruszenie nietykalności cielesnej dziecka – w Norwegii prawa dziecka pod tym względem są bezwzględnie przestrzegane. W wyjątkowych przypadkach Barnevernet może działać bez zgody rodziców i natychmiast. Ostateczne decyzje podejmuje jednak sąd i władze administracyjne.
W roku 2023 norweski Barnevernet otrzymał 52 413 zgłoszeń, rozpoczął 39 094 nowych dochodzeń, w stosunku do 43 954 dzieci  były podejmowane czynności,  z czego  w 7 772  przypadkach podjęto czynności opiekuńcze (ośrodek opiekuńczy lub przeniesienie do rodziny zastępczej). Ogólnie w latach 2021-2023 widoczny jest niewielki spadek  podejmowanych czynności, przy mniej więcej stałym poziomie zgłoszeń.

## Prawa rodziców
W przypadku interwencji Barnevernet, rodzice uczestniczą w postępowaniu sądowym aż do prawomocnego wyroku sądowego. Mają prawo do obrońcy z urzędu, a także tłumacza na każdym etapie postępowania w sądzie rodzinnym. W przypadku podejrzeń o dyskryminację na tle rasowym, narodowościowym lub religijnym rodzice mogą złożyć zażalenie do norweskiego rzecznika do spraw równości i dyskryminacji. Rodzice nie mają obowiązku składania wyjaśnień, jednak może to działać na ich niekorzyść przy postępowaniu administracyjnym. Mogą także zażądać kopii z notatek sporządzanych po rozmowach z urzędem. Choć Barnevernet ma prawo do rozmów z dziećmi bez obecności rodziców, ci mogą delegować swojego przedstawiciela na takie spotkania. Rodzice mają prawo obecności podczas prowadzenia postępowania w Komisji Wojewódzkiej, choć nie podczas narady i głosowania. Mogą zaskarżyć werdykt do wojewody.

## Kontrowersje i kwestie prawne

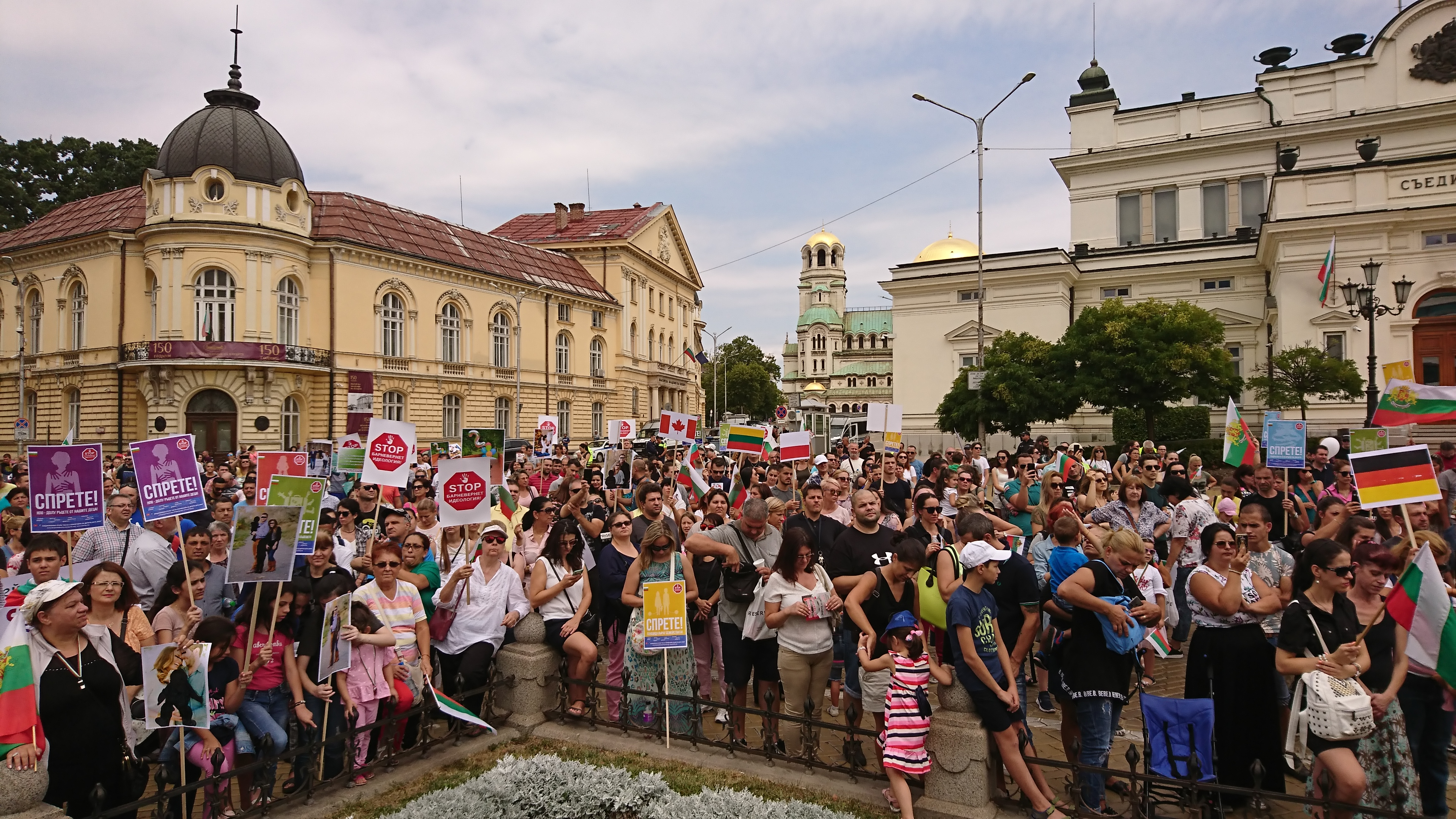
Protest w Sofii przeciw działalności Barnevernet

Działalność urzędu Barnevernet nie jest oceniana jednoznacznie i budzi wiele emocji zarówno w środowiskach etnicznych Norwegów, jak i środowiskach imigracyjnych. Zarzuca im się przede wszystkim błędy w postępowaniu i zbyt szybkie działanie. Jednym z częstszych zarzutów środowisk imigracyjnych jest podejrzenie o chęć wynarodowienia, taki zarzut padł np. z ust rosyjskiego ministra zdrowia. Nie potwierdzają tego statystyki, np. mimo bycia największą mniejszością etniczną w Norwegii, Polacy nie byli społecznością najbardziej narażoną na represyjną działalność urzędu. Niezrozumienie roli Barnevernet wśród środowisk imigracyjnych powstaje głównie z powodu różnic kulturowych, innych przyzwyczajeń wynikających z roli rodziny w różnych krajach i niezrozumienia roli dziecka w społeczności norweskiej, a także z uwagi na nieporozumienia językowe. Zanotowano również przypadki gróźb skierowanych pod adresem urzędników Barnevernet.
Norweski system opieki nad dziećmi jest krytykowany przez różne organizacje, w tym Norweski Instytut Praw Człowieka (NIM). Rzecznik praw dziecka, Narodowe Biuro do spraw Dorosłych wyrażały swoje zaniepokojenie sposobem realizacji ustawy o Barnevernet. Krytykuje się zbytnią łatwość, z jaką dzieci trafiają do rodzin zastępczych i adopcyjnych mimo prawa, które zaleca współpracę z rodzicami. Europejski Trybunał Praw Człowieka również wyrażał zastrzeżenia co do uszanowania praw dziecka i niezgodność z wymaganiami utrzymywania spójności rodziny. Na 46 spraw, w 43 uznano winę Norwegii.
Przykładowo 1 lipca 2021 zapadł wyrok Europejskiego Trybunału Praw Człowieka, który orzekł, że państwo norweskie dopuściło się naruszenia prawa człowieka, ograniczając 17-letniej Norweżce kontakt z dzieckiem 43 minuty po porodzie. Powodem interwencji Barnevernet  był fakt, że Norweżka była uzależniona od narkotyków przez cały okres trwania ciąży. Kobieta była poinformowana o powziętych środkach. Powodem protestu było to, że nie dopilnowano procedur i dziecko odebrano po 43 minutach a także że nie badano zdolności opiekuńczej matki. Matka odzyskała dziecko po 3 latach potyczek prawnych.
Na tle działalności Barnevernet doszło do konfliktu dyplomatycznego między Polską a Norwegią. Polski konsul Sławomir Kowalski był zaangażowany w ochronę interesów polskich rodzin, interweniując w przypadku odbierania dzieci przez państwo norweskie. Mając poważne zastrzeżenia do sposobu zachowania się konsula i jego agresji (jedna z jego wizyt w rodzinie zastępczej zakończyła się interwencją policji), władze Norwegii uznały go za persona non grata i zażądały od polskich władz o usunięcia go ze stanowiska.
W niektórych sytuacjach rodziny narażone na postępowanie Barnevernet decydują się na opuszczenie Norwegii i emigrację do innych krajów. W jednej ze spraw, gdy rodzice z córką zbiegli do Polski i Norwegia wystąpiła o powrót rodziny, Sąd Okręgowy w Warszawie odmówił wydania, wskazując na ryzyko naruszenia przez Norwegię artykułu ósmego europejskiej konwencji praw człowieka.
Jedną z nośnych medialnie interwencji w Norwegii w związku z działalnością Barnevernet podjął w roku 2015 polski nielicencjonowany prywatny detektyw Krzysztof Rutkowski, który doprowadził do wyprowadzenia litewskiego 13-letniego chłopca Aleksandra i jego matkę Irinę poza granicę Norwegii, a następnie do Rosji. Akcja udała się, gdyż prośba władz Norwegii o doprowadzenie Iriny i Aleksandra do kraju dotarła o dwie godziny za późno.